# For Emma, Forever Ago
Albums de Bon Iver
Blood Bank (EP)
(2009)
For Emma, Forever Ago est le premier album studio du groupe américain Bon Iver, sorti le 19 février 2008.

## Réception
For Emma, Forever Ago a été très bien accueilli par la critique. Avec une moyenne de 88 sur Metacritic (catégorie acclamation universelle), il fait partie des albums les mieux notés de l'année, et est inclus dans la liste des meilleurs albums de nombreux magazines spécialisés.
Le site Pitchfork lui décerne la note de 8,1 sur 10,  alors que les Inrocks évoque l'« inventivité dans les arrangements », et la « grâce dans les voix surmultipliées ». Les Inrocks le classe parmi les « plus beaux albums des années 2000 ».
La chanson Skinny Love est même élue 179e meilleure chanson des années 2000 par le site Pitchfork.

## Liste des chansons
| No | Titre                     | Durée |
| -- | ------------------------- | ----- |
| 1. | Flume                     | 3:39  |
| 2. | Lump Sum                  | 3:21  |
| 3. | Skinny Love               | 3:59  |
| 4. | The Wolves (Act I and II) | 5:22  |
| 5. | Blindsided                | 5:29  |
| 6. | Creature Fear             | 3:06  |
| 7. | Team                      | 1:57  |
| 8. | For Emma                  | 3:41  |
| 9. | Re: Stacks                | 6:41  |

## Fiche de production

### Interprètes
Bon Iver
- Justin Vernon : voix, guitare

Musiciens additionnels
- Christy Smith -  chœurs
- John Dehaven - trompettes
- Randy Pingrey - trombone

### Équipe technique
Production
- Nick Petersen - mastering

Design
- Brian Moen - directeur artistique